# Sony α580

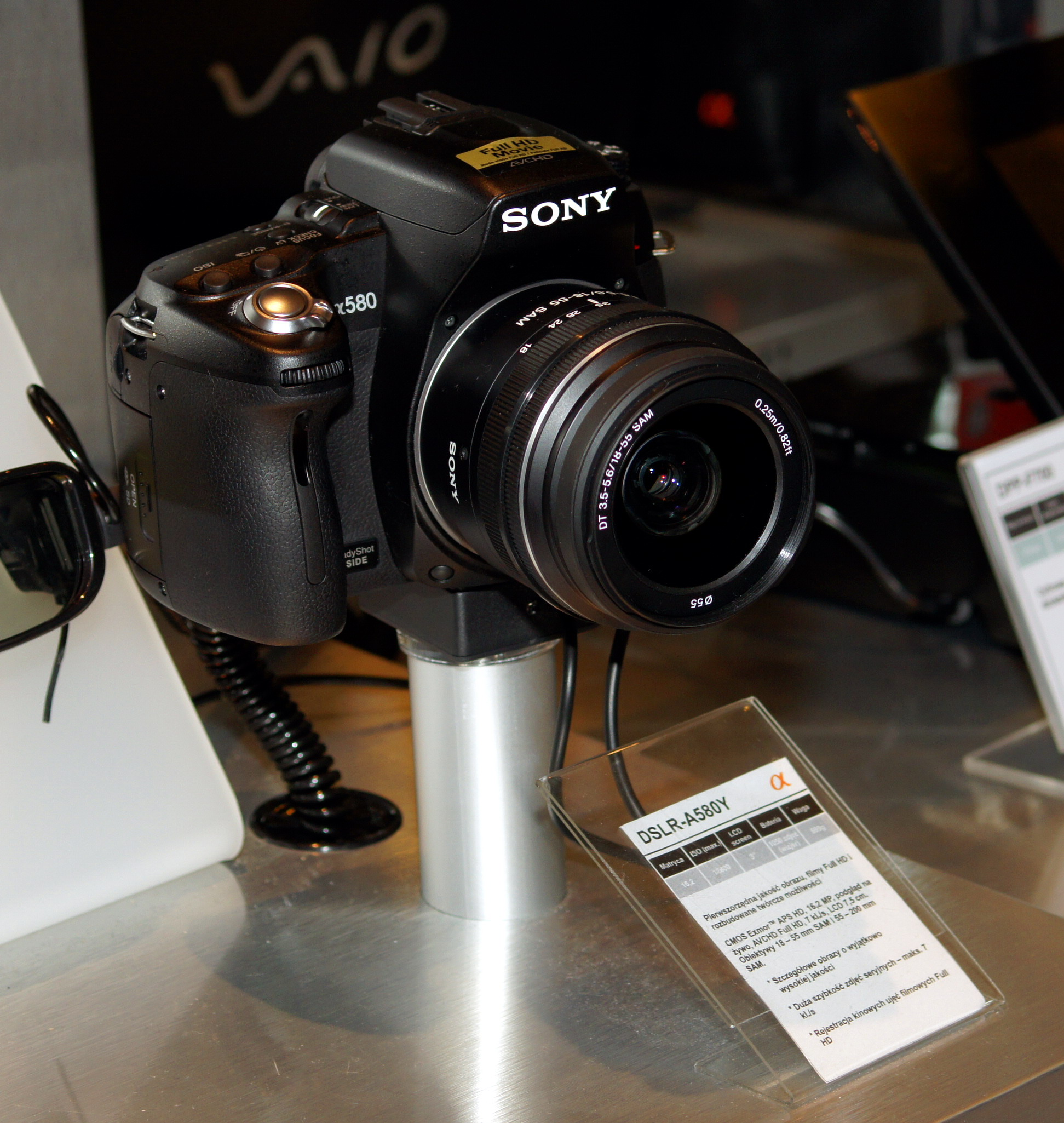
Sony α580

Sony α580 (oznaczenie fabryczne DSLR-A580) – zaawansowana lustrzanka cyfrowa (ang. DSLR, Digital Single Lens Reflex Camera), produkowana przez japońską firmę Sony. Jeden z dwóch aparatów z serii α5xx zaprezentowanych w sierpniu 2010, a w sprzedaży dostępny był od października 2010 roku. Posiada matrycę o rozdzielczości 16,2 megapikseli. Produkowana do I kwartału 2012 roku Sony α580 była ostatnią tradycyjną lustrzanką cyfrową producenta; obecnie Sony oferuje jedynie aparaty z lustrem półprzepuszczalnym i bezlustrowe.
Bliźniaczym modelem Sony α580 jest Sony α560. Różni się od niego rozdzielczością matrycy (16,2 vs 14,2). Oba aparaty posiadają tryb automatycznego wykonywania zdjęć w HDR (ang. High Dynamic Range), szybki tryb seryjny oraz możliwość nagrywania filmów w HD.